# Martynian Grzybowski
Martynian (Marcjan) Grzybowski herbu Prus II – podkomorzy liwski w 1768 roku, chorąży liwski w 1765 roku, podczaszy liwski w 1757 roku, podstoli liwski w 1745 roku, skarbnik liwski w 1740 roku.
Syn Konstantego Antoniego i Konstancji Chądzyńskiej. Żonaty z Teresą Cieszkowską, miał córki Antoninę, Klarę i syna Stanisława. Z drugą żoną Różą Mostowską bezpotomny.
Elektor Stanisława Augusta Poniatowskiego z ziemi liwskiej w 1764 roku.